# 오한
오한(惡寒, Chills, Rigor)은 보통 세균 감염과 연관되어 있으며 바이러스성 인플루엔자를 제외하고는 일반적인 바이러스나 클라미디아, 곰팡이 감염과는 연관성이 적다. 오한을 일으키는 질환으로는 균혈증, 뇌수막염, 담관염, 농양, 바이러스성 인플루엔자 감염, 급성 신우신염, 세균성 폐렴, 말라리아 감염, 티푸스가 있다. 특히 폐렴구균 폐렴, 렙토스피라 병, 혈전정맥염, 브루셀라 증에 오한이 동반되는 경우가 많다. 비감염성 질환이면서 오한과 열을 동반하는 질환에는 신장암, 임파종, 과도한 해열제 사용 등이 있다.
오한은 감염 등의 상태에서 인체가 근육 운동을 통해 신체 내부 심부 온도를 올리기 위한 생리적 반응으로 볼 수 있다. 감염과 염증성 열원(사이토카인과 프로스타글란딘)은 체온을 담당하는 뇌의 체온 중추에서 체온을 평소보다 높게 재설정한다. 이에 따라 우리 몸은 추위를 느끼게 되고 이에 대한 생리적 반사 반응으로 근육을 수축시켜 체온을 새로 높아진 목표 체온까지 올리는데, 이것이 바로 오한이다. 오한과 함께 피부에 소름이 돋는 듯한 느낌이 생기며 말초혈관이 수축한다. 말초혈관 수축은 사지의 체온 저하와 창백을 일으킨다. 오한으로 유발된 인체 내부 심부 체온의 상승은 감염원을 제거하기 위해서 인체 내 여러 면역세포를 감염 부위로 유도하는 효과가 있다. 또 심부 체온 상승은 이들 면역세포가 감염원을 효율적으로 제거하는 기전을 활성화한다. 즉 오한은 인체가 세균 등의 감염원에 감염되었다는 것을 알려주는 경고 현상일 뿐만 아니라, 이들 감염원을 제거하기 위한 인체 방어 기전으로 볼 수 있다.

## 같이 보기
- 닭살